# Mount Ruth Gade
Mount Ruth Gade är ett berg i Antarktis. Det ligger i Västantarktis. Nya Zeeland gör anspråk på området. Toppen på Mount Ruth Gade är 3 645 meter över havet.
Terrängen runt Mount Ruth Gade är huvudsakligen bergig, men åt sydväst är den kuperad. Trakten är obefolkad. Det finns inga samhällen i närheten. 